# ドイツの宗教と哲学の歴史について

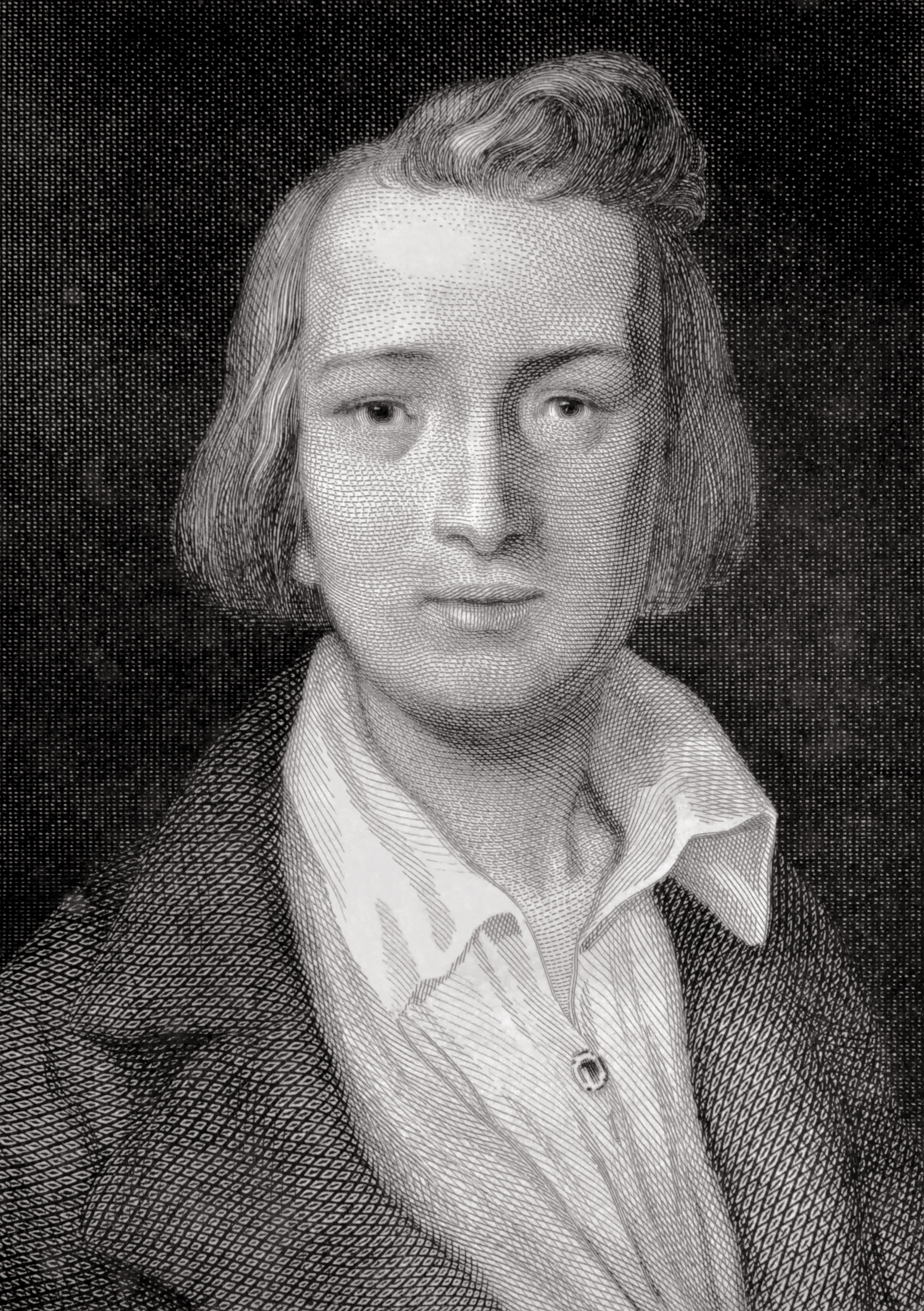
ハインリヒ・ハイネの1837年の版画

『ドイツの宗教と哲学の歴史について』（ドイツのしゅうきょうとてつがくのれきしについて、Zur Geschichte der Religion und Philosophie in Deutschland）は、ハインリヒ・ハイネによる三部構成の随筆で、各部を「書」（book）と称している。

## 歴史
ハインリヒ・ハイネは、1830年のフランス7月革命と1832年のドイツのハンバッハ祭の後、1833/34年に亡命先のパリでこの作品を書いた。それが出来上がるにつれて、ハイネのドイツ語の文章は逐次フランス語に翻訳された。